# Hiromi Suzuki
Hiromi Suzuki (鈴木 博美?, Suzuki Hiromi; Chiba, 6 dicembre 1968) è un'ex maratoneta e mezzofondista giapponese, campionessa mondiale di maratona nel 1997.

## Palmarès
| Anno | Manifestazione  | Sede       | Evento        | Risultato | Prestazione | Note |
| ---- | --------------- | ---------- | ------------- | --------- | ----------- | ---- |
| 1992 | Giochi olimpici | Barcellona | 10000 m piani | Batteria  | 34'29"64    |      |
| 1995 | Mondiali        | Göteborg   | 10000 m piani | 8ª        | 31'54"01    |      |
| 1996 | Giochi olimpici | Atlanta    | 10000 m piani | 16ª       | 32'43"39    |      |
| 1997 | Mondiali        | Atene      | Maratona      | Oro       | 2h29'48"    |      |